# Фёдоров, Юрий Константинович
Юрий Константинович Фёдоров — советский хозяйственный и политический деятель.

## Биография
Родился в 1936 году. Член КПСС.
В 1962—1967 гг. — первый секретарь Бердянского горкома ЛКСМ Украины.
В 1977—1987 гг. — первый секретарь Бердянского горкома КП Украины.
В 1987—2002 гг. — директор Бердянского техникума пищевой промышленности.
Делегат XXVI и XXVII съездов КПСС.
Почетный гражданин города Бердянска (2003).
Умер в 2004 году в Бердянске.

## Награды
- Орден Трудового Красного Знамени
- Орден Знак Почёта